# Jorge Rivero
Jorge Pous Ribe, bardziej znany jako Jorge Rivero (ur. 15 czerwca 1938 w Meksyku) – meksykański aktor i producent filmowy i telewizyjny. W różnych okresach swojej kariery występował także w George Rivero, Jorge Rivé, George Rivero i George Rivers.

## Życiorys

### Wczesne lata
Urodził się i wychował się w Meksyku. Od wczesnych lat udowodnił, że jest świetnym sportowcem odnoszącym sukcesy m.in. w piłce wodnej. W młodym wieku stałem się kulturystą. W 1960 roku ukończył Colegio Universitario Mexicano na wydziale inżynierii chemicznej.

### Kariera
W 1965 roku zadebiutował na ekranie w filmie sensacyjno-przygodowym Niewidzialny zabójca (El asesino invisible). W dramacie Grzech Adama i Ewy (El Pecado de Adán y Eva) zagrał biblijnego Adama. W westernie Niebieski żołnierz (Soldier Blue, 1970) pojawił się jako Cętkowany Wilk u boku Candice Bergen, Petera Straussa i Donalda Pleasence'a.
Wystąpił też w melodramacie wojennym Rio Lobo (1970) jako kapitan Pierre Cordona z Johnem Wayne i Jennifer O’Neill, westernie Pojedynek po latach (The Last Hard Men, 1976) z Charltonem Hestonem, Jamesem Coburnem i Barbarą Hershey oraz miniserialu NBC Centennial (1979) z Richardem Chamberlainem.
W 1972 roku nagrał album El menos.
W dramacie historycznym Jezus, dzieciątko Jezus (Jesús, el niño Dios, 1971) wcielił się w Klaudiusza.
Był dwukrotnie żonaty z Irene Hammer i Betty Moran.

## Filmografia

### Filmy fabularne
- 1965: El asesino invisible jako „Złota maska"
- 1967: Operación 67 jako Jorge Rubio
- 1969: Grzech Adama i Ewy (El Pecado de Adán y Eva) jako Adam
- 1970: Niebieski żołnierz (Soldier Blue) jako Cętkowany Wilk
- 1970: Rio Lobo jako kpt. Pierre Cordona
- 1971: Jezus, dzieciątko Jezus (Jesús, el niño Dios) jako Klaudiusz
- 1972: Los hijos de Satanás
- 1976: Pojedynek po latach (The Last Hard Men) jako Cezar Menendez
- 1981: Kapłan miłości (Priest of Love) jako Tony Luhan
- 1983: Podbój (La Conquista) jako Mace
- 1984: Płomień zemsty (Goma-2) jako Txema Basterreneche
- 1987: Counterforce (Escuadrón) jako Harris
- 1989: Pięści zemsty (Fist Fighter) jako C.J. Thunderbird
- 1993: Fist Fighter 2 jako Rhino Reinhart
- 1994: Zabójcze diamenty (Ice) jako Vito Malta
- 1994: Śmiertelny pojedynek (Death Match) jako Vinnie Frotello
- 2001: Perła (The Pearl) jako Costes

### Seriale TV
- 1976: Columbo jako Carlos
- 1978: Centennial jak Broken Thumb
- 1986: Strach na wróble i pani King (Scarecrow and Mrs. King) jako Rene Sinclair
- 1990: Ballada o miłości (Balada por un amor) jako Manuel Santamaria
- 1991: Przygody Tarzana (Tarzán) jako Manuel
- 1991: Żar tropików (Sweating Bullets) jako Sanchez
- 1992: Przygody Tarzana (Tarzán) jako Manuel